# Macaron
Macaron (/ˌmækəˈrɒn/ mak-ə-RON; tiếng Pháp: [makaʁɔ̃])
hay bánh macaroon Pháp (/ˌmækəˈruːn/ mak-ə-ROON)
là một loại bánh ngọt dựa trên bánh trứng đường. Macaron được làm từ lòng trắng trứng, đường bột, đường hạt, bột hạnh nhân, và màu thực phẩm.
Theo truyền thuyết, macaron được tổ chức đã được giới thiệu ở Pháp bởi đầu bếp người Ý của nữ hoàng Catherine De Medici trong thời Phục hưng. Từ thế kỷ 19, một chiếc bánh macaron kiểu Paris điển hình được trình bày với ganache, bơ hoặc mứt được kẹp giữa hai bánh như vậy, gần giống với bánh quy sandwich. Loại bánh này có đặc trưng là gồm hai miếng bánh tròn kẹp lại, vỏ bánh gợn nhám và phần đế phẳng. Bánh có độ ẩm nhẹ và dễ dàng tan chảy trong miệng. Macarons có thể được tìm thấy với nhiều loại hương vị khác nhau, từ truyền thống (quả mâm xôi, sô cô la) đến khác thường (gan béo, matcha).

## Tên gọi
Có một số biến thể trong việc sử dụng thuật ngữ macaron hay macaroon, và macaroon dừa (bánh dừa giòn) có liên quan thường bị nhầm lẫn với macaron. Ở Bắc Mỹ, hầu hết các thợ làm bánh đã sử dụng cách đánh vần macaron từ tiếng Pháp cho thực phẩm dựa trên bánh trứng đường để phân biệt hai loại này.
Giáo sư ngôn ngữ học của Đại học Stanford là Daniel Jurafsky mô tả làm thế nào hai bánh kẹo có một lịch sử chung với từ macaroni (maccheroni của Ý, từ tiếng Hy Lạp μακαρία). Jurafsky lưu ý rằng các từ tiếng Pháp kết thúc bằng "-on" được mượn sang tiếng Anh trong thế kỷ 16 và 17 thường được đánh vần là "-oon" (ví dụ: balloon, cartoon, platoon). Ở Anh, nhiều tiệm bánh vẫn còn sử dụng từ "macaroon".

## Lịch sử

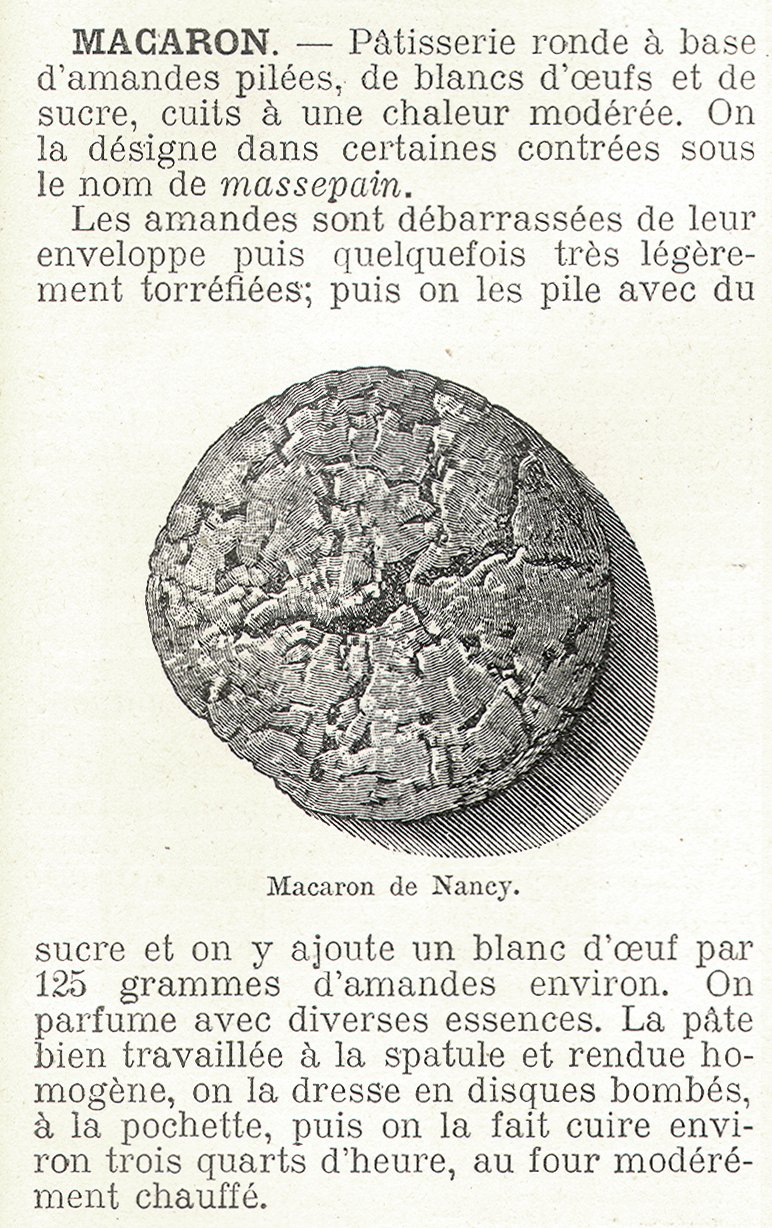
Hình ảnh trong Từ điển bách khoa về các cửa hàng tạp hóa và các ngành công nghiệp liên quan, của Albert Seigneurie, được chỉnh sửa bởi L'Épicier vào năm 1904, trang 432

Bánh macaron đã được sản xuất trong các tu viện tại Venice từ thế kỷ thứ 8 sau Công nguyên trong thời Phục hưng. Đầu bếp bánh ngọt Pháp của Nữ hoàng Pháp Catherine de' Medici làm món này cho Nữ hoàng khi bà sang kết hôn với vua Henry II của Pháp.
Theo Larousse Gastronomique, macaron được tạo ra vào năm 1791 trong một tu viện gần Cormery. Năm 1792, macarons bắt đầu nổi tiếng khi hai nữ tu Carmel, đã nướng và bán bánh quy macaron để trả tiền nhà khi tìm kiếm nơi tị nạn ở Nancy trong Cách mạng Pháp. Những nữ tu này được gọi là "Những người chị em Macaron". Trong những giai đoạn đầu này, những chiếc bánh macaron được phục vụ mà không có phần nhân hay hương vị đặc biệt.
Mãi đến những năm 1930, macaron mới bắt đầu được làm thành hai miếng kẹp vào nhau, được cho thêm mứt, rượu mùi và hương liệu. Macaron như được biết đến ngày nay, bao gồm hai miếng bánh trứng đường tròn làm từ bột hạnh nhân, một lớp bơ dày, mứt quả hoặc ganache, ban đầu được gọi là "Gerbet" hoặc "macaron Paris" Pierre Desfontaines, từ cửa hiệu bánh ngọt Pháp Ladurée, thường được ghi nhận là người đã sáng tạo ra phiên bản macaron thời nay vào đầu thế kỷ 20, nhưng một thợ làm bánh khác, Claude Gerbet, cũng tuyên bố đã sáng tạo ra kiểu mới này. Tiệm bánh macaron của Pháp trở thành xu hướng ở Bắc Mỹ vào những năm 2010.

## Công thức sớm nhất
Nhiều sách dạy nấu ăn của Ý thế kỷ 16 đề cập đến bánh quy hạnh nhân gần giống với macarons, mặc dù dưới những tên khác nhau. Công thức được biết đến sớm nhất có từ đầu thế kỷ 17 và dường như được lấy cảm hứng từ một phiên bản tiếng Pháp của công thức.
Để làm những chiếc bánh macaron của Pháp

Rửa một pound hạnh nhân Jordan tươi nhất và ngon nhất từ 3 đến 4 nước, để loại phần đỏ của vỏ ngoài, ngâm qua đêm trong châu nước ấm, ngày hôm sau đem chần qua, lau khô bằng khăn bông, giã bằng cối đá cho đến khi mịn vừa, cho vào một nửa pound đường xay mịn, sau đó đập bẹt thành một khối bột nhão hoàn hảo. Sau đó cho vào một nửa tá nước hoa hồng Damaske tốt, ba hạt Ambergreece, khi bạn đã đập tất cả những thứ này lại với nhau, làm khô hỗn hợp trên một đống than bùn cho đến khi nó trắng và cứng lại, sau đó tắt lửa, cho lòng trắng của hai quả trứng đánh thành bọt, vì vậy hãy khuấy cho thật quyện với nhau. Sau đó trải bánh thật mỏng theo kiểu hàng dài nhỏ, và nướng trong Lò nóng như đối với Manchet, nhưng trước tiên phải để cho Lò nướng nóng lên trước khi bạn đặt bánh vào. Khi bánh chuyển sang màu trắng và sáng, hãy lấy ra khỏi Lò và đặt vào một đĩa ấm, và đặt bánh một lần nữa vào Lò nướng ấm và vì vậy hãy để bánh khoảng 4 đến 5 giờ, sau đó bánh sẽ được làm khô hoàn toàn, nhưng nếu thích bánh ẩm hơn, thì hãy làm khô bánh nhưng không phải sau lần nướng đầu tiên.— John Murrell, A Daily Exercise for Ladies and Gentlewomen (1617).

## Phương pháp

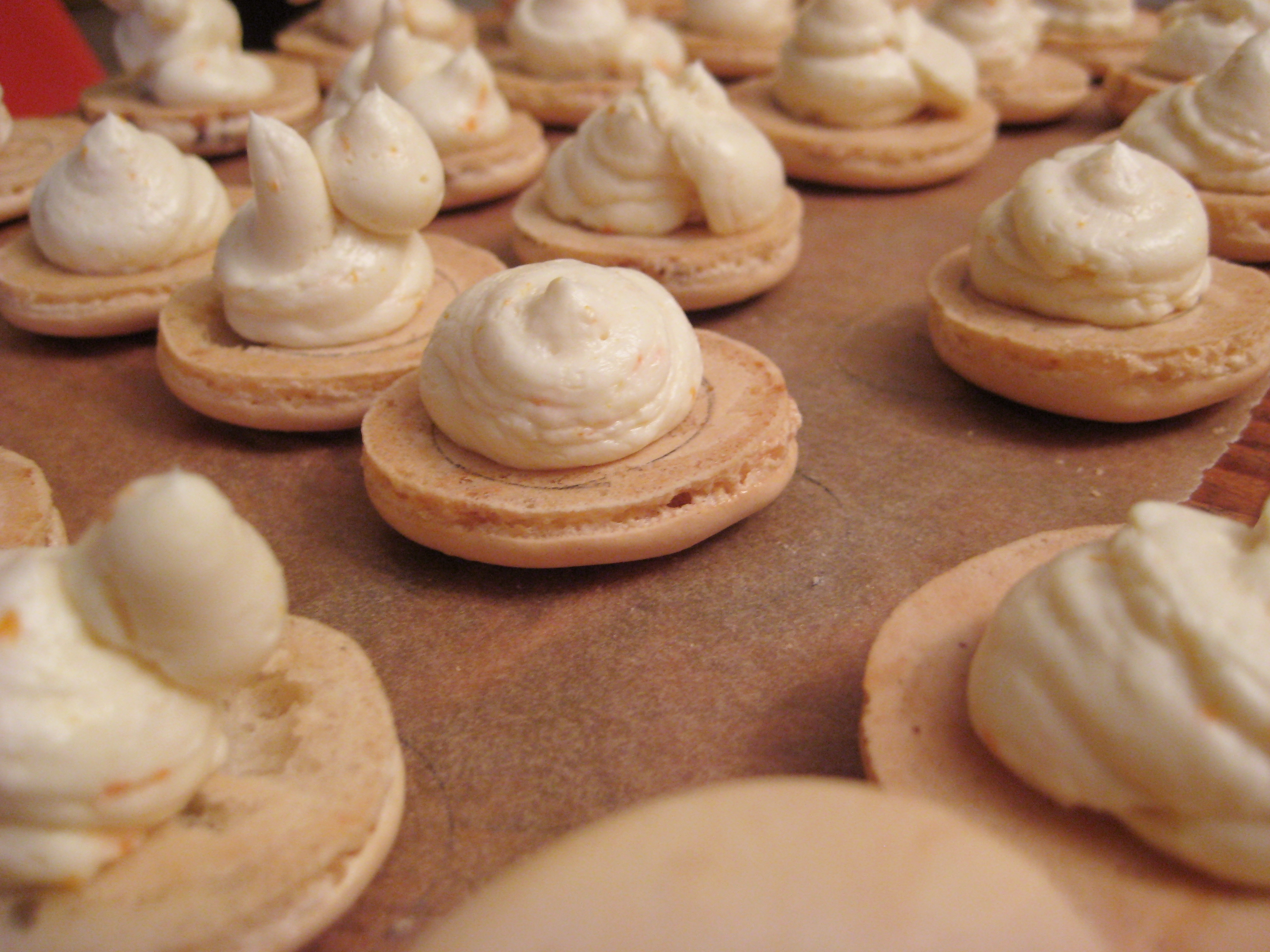
Công đoạn chuẩn bị Macaron

Có hai phương pháp chính để làm macaron - phương pháp "Pháp" và phương pháp "Ý". Sự khác biệt giữa hai kiểu là cách làm hỗn hợp lòng trắng trứng với đường.
Theo cách làm của người Pháp, lòng trắng trứng được đánh cho đến khi có hỗn hợp trứng đường bông cứng. Sau đó, rây, hạnh nhân nghiền và đường bột được gấp lại từ từ cho đến khi đạt được trạng thái bánh mong muốn. Quá trình loại bỏ không khí và gấp lại được gọi là macaronage.
Phương pháp của Ý liên quan đến việc đánh bông lòng trắng trứng với một xi-rô đường nóng để tạo thành một meringue. Hạnh nhân rây và đường bột cũng được trộn với lòng trắng trứng sống để tạo thành một hỗn hợp sệt. Hỗn hợp dường trứng và bột hạnh nhân được trộn với nhau để tạo thành hỗn hợp macaron. Phương pháp này thường có cấu trúc nhẵn mịn hơn nhưng cũng ngọt ngào hơn và cũng cần một nhiệt kế kẹo dùng bơm xi-rô đường.
Hỗn hợp đường trứng của Ý hay Pháp có thể được kết hợp với hạnh nhân nghiền.
Một chiếc bánh macaron được làm bằng cách kết hợp đường bột và hạnh nhân nghiền thành một hỗn hợp mịn. Trong một bát riêng, lòng trắng trứng được đánh thành một lớp đặc giống như meringue. Hai phần sau đó được gấp lại với nhau cho đến khi tạo thành trạng thái "bọt cạo râu", và sau đó được thổi, còn lại để tạo thành lớp vỏ đem nướng. Đôi khi, một loại nhân được thêm vào.

## Biến thể

### Pháp
Một số thành phố và địa phương của Pháp đã chiếm một lịch sử dài cũng như nhiều biến thể, đặc biệt là Lorraine (Nancy và Boulay), Xứ Basque (Saint-Jean-de-Luz), Saint-Emilion, Amiens, Montmorillon, Le Dorat, Sault, Chartres, Cormery và Joyeuse.
Macaron d'Amiens ở thành phố Amiens thì gần giống như bánh quy, tròn và nhỏ, bao gồm hạnh nhân, hoa quả và mật ong, được ghi nhận lần đầu tiên vào năm 1855. Nó dai hơn và không ngọt ngào như ở Paris.
Thành phố Montmorillon thì có riêng một bảo tàng macaron. Maison Rannou-Métivier là hiệu bánh macaron lâu đời nhất ở Montmorillon, có từ năm 1920. Công thức truyền thống làm macaron ở Montmorillon vẫn không đổi thay trong hơn 150 năm qua.
Thị trấn Nancy vùng Lorraine thì có một câu chuyện riêng về lịch sử của macaron. Người ta kể rằng, nữ tu viện trưởng của Remiremont đã lập ra chế độ ăn uống "Nữ Thánh Thể" (Dames du Saint-Sacrement) với các quy định nghiêm ngặt cấm dùng thịt. Và hai chị em nữ tu Marguerite và Marie-Elisabeth đã tạo ra macaron Nancy để thỏa mãn yêu cầu đó. Họ được gọi là "chị em macaron" (Les Soeurs Macarons) và năm 1952, được thành phố Nancy tôn vinh ở Rue de la Hache, nơi chiếc bánh được sáng tạo ra.

### Thụy Sĩ
Ở Thụy Sĩ, Luxemburgerli (hay Luxembourger) là một thương hiệu macaroni nổi tiếng do công ty bánh kẹo Confiserie Sprüngli ở Zürich, Thụy Sĩ. Luxemburgerli gồm hai bánh trứng đường hạnh nhân kẹp nhân bơ, hay các hương vị tùy chọn khác. Luxemburgerli nhỏ và nhẹ hơn so với macaroni được bán ở các cửa hàng khác.

### Nhật Bản
Ở Nhật macaron thường được gọi là マカロン (makaron). "Makaron" có những biến thể phổ biến rộng rãi mà đậu phộng (lạc) được thay thế cho hạnh nhân và hương vị bánh làm theo phong cách wagashi. Makaron cũng xuất hiện trong mốt thời trang Nhật Bản như phụ kiện điện thoại, đề can, và mỹ phẩm cho phái nữ.

### Hàn Quốc
Macaron cũng khá phổ biến ở Hàn Quốc và mang nhiều hương vị giống như những hương vị có thể tìm thấy ở nước Pháp.

### New Zealand
Hiện nay, hầu hết các cửa hàng bánh ngọt ở New Zealand sản xuất macaron ở cả ba trung tâm chính Auckland, Wellington và Christchurch. Họ cung cấp bánh tới bất cứ nơi nào trong nước cả về đêm nên bánh gần như còn tươi ngon. Nhưng những khu chợ tươi sống (như Moore Wilsons ở Wellington), các quán cà phê và quán ăn đặc biệt mới là những nơi tốt nhất để tìm thấy macaron.

### Mỹ
Các nhà làm bánh ở Mỹ đã điều chỉnh macaroni truyền thống bằng cách thêm các hương liệu Mỹ. Các hương vị bánh nổi tiếng ở Mỹ gồm vụn sô cô la bạc hà, bơ đậu phộng và rau câu, kẹo snicker, champagne đào, hạt dẻ, phô mai (cheesecake) dâu, kẹo bắp (ngô), pretzel tẩm muối, bơ đậu phộng sô cô la, nho khô yến mạch, kẹo cây gậy, quế, thịt xông khói ướp lá phong (maple bacon), bí đỏ và bắp rang caramel tẩm muối.

## Sự phổ biến
Ở Paris, cửa hàng bánh ngọt Pháp Ladurée nổi tiếng là nơi làm ra những chiếc bánh macaron chất lượng với cả những hương vị mới hay truyền thống. Có những cửa hàng nổi tiếng khác cũng làm macaron như Pierre Hermé và Fauchon. Ở Pháp và Úc, McDonald's cũng bán macaron trong McCafé.
Bên ngoài châu Âu, bánh còn có sức hấp dẫn ở Mỹ, Canada và Nhật Bản. Gần đây New York và Toronto đã chứng kiến sự tràn ngập của những cửa hàng macaron.
Macaron theo phong cách "Laduree" có thể được tìm thấy ở những nhà hàng, quán cà phê nổi tiếng tại Los Angeles Bottega Louie or Napoleon's Macarons.
Ở Úc, Adriano Zumbo và chương trình truyền hình Vua Đầu bếp Úc của ông đã góp phần đưa macaron trở nên phổ biến, và bánh của ông hiện được bán tại quầy McCafe trong cửa hàng McDonald's ở Úc.